# داودا مالام وانكي
داودا مالام وانكي (بالفرنسية: Daouda Malam Wanké)‏ كان رجل رائد في السياسة والجيش بالنيجر. وهو ينحدر من مجموعة الهوسا العرقية.
لم تتفق المصادر حول تاريخ مولده. الكثير منها تقول عام 1954 م، في حين تقول أخرى 1946 م.